# Liga Profissional de Hóquei sobre a grama
A Liga Profissional de Hóquei sobre a grama (em inglês: Hockey Pro League - HPL) é uma competição organizada e administrada pela Federação internacional de Hóquei (FIH). Sua criação se deu para ocupar o lugar designado ao Champions Trophy, cuja última edição foi disputada em 2018. Possui também a mesma importância das fases semifinal e final da Liga Mundial de Hóquei.
O HPL tem por objetivo servir não apenas como substituto da Champions Trophy, como também designará vagas tanto para a Copa do Mundo como aos qualificatórios para os Jogos Olímpicos, em suas modalidades masculina e feminina. A sua primeira edição será disputada em 2019.
Os participantes da edição inaugural, em 2019, possuem vagas asseguradas neste torneio por um período de quatro anos.

## Regulamento e participantes
A fórmula de disputa para a Liga Profissional de Hóquei sobre a grama é composta por duas fases distintas. Toda a competição é disputada entre os meses de janeiro e junho.
Na primeira etapa, os participantes se enfrentam no sistema de pontos corridos, com partidas de ida e volta. Os quatro melhores colocados, então, avançam para a fase final, cujas partidas são disputadas em uma sede que vem a ser definida pela FIH.
Os participantes são alocados de acordo com as suas posições no ranking da FIH, em suas duas modalidades (masculino e feminino) sendo, ao todo, nove países em cada.

### Participantes para 2019
Segue-se, abaixo, as dezoito seleções que se fizeram presentes na primeira edição da HPL:
| Masculino     | Feminino       |
| ------------- | -------------- |
| Alemanha      | Alemanha       |
| Argentina     | Argentina      |
| Austrália     | Austrália      |
| Bélgica       | Bélgica        |
| Espanha       | China          |
| Nova Zelândia | Estados Unidos |
| Países Baixos | Nova Zelândia  |
| Paquistão     | Países Baixos  |
| Reino Unido   | Reino Unido    |

### Controvérsias
A Hockey India, entidade que administra o desporto em solo indiano, declinou a participação de suas equipes feminina e masculina da primeira edição da HPL, em 2019. A alegação, para tanto, esteve na possibilidade maior dos seus selecionados qualificarem-se à Copa do Mundo ou para as Olimpíadas através da Liga Mundial de Hóquei. Ainda segundo a citada entidade, outro fator preponderante para não participar da HPL esteve na falta de clareza quanto ao sistema de qualificação dos países a integrarem esta nova competição.
Para ocupar o lugar da Índia na primeira edição da HPL, a FIH outorgou suas vagas para as equipes de Espanha (no masculino) e Bélgica (no feminino). Contudo, a FIH diz que os selecionados indianos possuem portas abertas para adentrar a esta competição, em suas edições futuras.

### Suspensão do Paquistão
Para a edição de 2019 desta competição, o selecionado masculino paquistanês havia anunciado que não teria como disputar as suas três primeiras partidas, alegando "circunstâncias inevitáveis" para tanto. Com isso, em 23 de janeiro de 2018, a FIH suspendeu o Paquistão desta edição inaugural da Liga Profissional. A entidade fez ajustes no calendário da primeira fase e aproveitou para agradecer os demais participantes pelo apoio, quanto às mudanças em algumas datas das partidas.

## Torneio masculino
Segue-se, abaixo, o histórico de edições na modalidade masculina.
| 2019 | Amstelveen | Austrália | 3–2 | Bélgica | Países Baixos | 5–3 | Reino Unido | 9 / 4 |

## Torneio feminino
Segue-se, abaixo, o histórico de edições na modalidade feminina.
| 2019 | Amstelveen | Países Baixos | 2–2 (pn: 4–3) | Austrália | Alemanha | 2–1 (pn: 3–1) | Argentina | 9 / 4 |